# Кайман (БРДМ)
МБТС «Кайман» — белорусская бронированная разведывательно-дозорная машина.

## История
Бронемашина была разработана на 140-м ремонтном заводе в городе Борисов под руководством главного конструктора завода О. А. Петровой в соответствии с указанием президента РБ А. Лукашенко и впервые представлена в 2015 году.
2 мая 2017 года директор 140-го ремонтного завода А. Чуряков сообщил в интервью, что заводом уже построены пять бронемашин, которые прошли испытания в 38-й отдельной гвардейской десантно-штурмовой бригаде в Бресте и в 103-й гвардейской воздушно-десантной бригаде в Витебске, получили положительные отзывы. Принята на вооружение ВС Республики Беларусь.
7 августа 2018 восемь бронемашин «Кайман» были представлены на параде в Кот-д’Ивуаре.
15 февраля 2019 года первые девять бронемашин этого типа поступили в вооружённые силы Белоруссии (их передали 103-й отдельной гвардейской воздушно-десантной бригаде).
В декабре 2021 года сообщалось, что из-за санкций Европейского Союза, наложенных на 140-й ремонтный завод, были прекращены поставки броневых листов из Финляндии, в результате чего производство «Кайманов» остановилось.

## Описание
Предсерийные машины построены с использованием бронекорпуса БРДМ-2. Серийные же используют новые бронекорпуса белорусского производства.
Независимая торсионная подвеска, мосты и колёсные редукторы используют агрегаты от БТР-60.
«Кайман» на 67 % состоит из белорусских комплектующих.

### Подвижность
Кайман имеет 4-цилиндровый дизельный двигатель с турбонаддувом, жидкостного охлаждения, с вертикальным, рядным расположением цилиндров и непосредственным впрыском топлива Д-245 производства Минского моторного завода с электронной системой управления подачей топлива и пятиступенчатой трансмиссией. Автомобиль получил пятиступенчатую механическую коробку передач. Имеется система централизованной подкачка шин.
Машина способна перевозить шесть человек десанта. Кайман способен преодолевать водные преграды благодаря новым водяным движителям с двумя гребными винтами по бортам. Днище — V-образное и усилено бронёй.
Водомётный двигатель позволяет машине разгоняться до 7-8 км/ч на воде

### Вооружение
В качестве вооружения может устанавливаться на поворотный погон 7,62-мм пулемёт ПКМБ (с боекомплектом 2000 патронов), 12,7-мм пулемёт НСВТ (с боекомплектом 300 патронов) или 30-мм гранатомёт АГС-17 (с боекомплектом 174 выстрела).
Кроме того, установлены шесть 81-мм дымовых гранатомётов.
В мае 2017 года было объявлено о возможности установки на бронемашину башенного боевого модуля «Адунок».

### Защита
Броня, выполненная по пятому классу защиты, держит бронебойно-зажигательные пули, выпущенные из снайперской винтовки СВД. Камеры установлены спереди и сзади.

## Операторы
- Беларусь: девять единиц МБТС «Кайман» по состоянию на 15 февраля 2019 года[15]

На май 2022 года более 60 единиц находилось у иностранных заказчиков, в том числе:
- Кот-д’Ивуар: восемь единиц МБТС «Кайман» по состоянию на август 2018 года[10][17].
- Судан: неустановленное число на ноябрь 2021 года[18].
- Ангола: несколько машин продемонстрировали на военном параде в ноябре 2022 года[19].
- Бенин: девять единиц были продемонстрированы на военном параде 1 августа 2025 года.

## Галерея
- Комплексная аппаратная связи «Кайман-КАС» с модулем связи вместо вооружения
- Машина разведки и управления КМУ командира дивизиона или батареи
- Водомётный движитель